# 盖尔扬
盖尔扬（阿拉伯语：‎ Ġaryān）是利比亚西北部的一座城市，位于的黎波里以南。它是奈富塞山（Nafusa Mountains）地区最大的一个城市。2007年以前属于盖尔扬省，之后隶属于西山省。